# 难梳头发综合征
难梳头发综合征 ，又名蓬发综合征（uncombable hair syndrome, UHS）， 是一种罕见的头发结构异常疾病，影响程度不一。特征是头发银色，干燥，卷曲，丝滑且无法梳理。在20世纪初首次被报道。通常在3个月至12岁之间变得明显。难梳头发综合症有几种名称，例如“玻璃丝发” (spun-glass hair)和“三角隧道毛发”( pili trianguli et canaliculi)。在大多数情况下，这种疾病被认为是常染色体隐性遗传的，但是在一些文献中，多个家庭成员在常染色体显性遗传中表现出该特征。根据与该疾病有关的最新科学研究，与难梳头发综合症相关的三个基因是PADI3，TGM3和TCHH。这些基因编码对毛干形成很重要的蛋白质。该疾病的临床症状出现在3个月至12岁之间。头上的头发数量没有变化，但是头发开始生长得更慢，变得越来越“不可克隆”。从临床上看，所有头皮毛干的50％必须受到该综合症的影响。该综合症仅影响头皮的发干，而在数量，质感或身体其余部分的外观方面均不影响头发的生长。

## 介绍

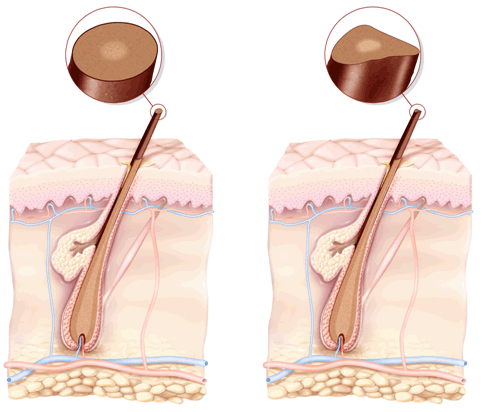
正常头发杆身（左）和难梳头发综合症的头发杆身（右）

头发的数量正常，通常为银金色或稻草色。杂乱无章，无法梳理平整，但可以通过编织进行控制。这是由三个可能基因之一的突变引起的。PADI3，TGM或TCHH。这些基因编码参与毛干形成的蛋白质，并且改善通常发生在儿童后期。不可梳状毛发综合症主要是常染色体隐性遗传，但也可能是常染色体显性遗传，因为还有其他相关基因尚待鉴定。
到成年初期，蓬发综合症的症状会自发改善或消失。患有综合症的人的头发最终会放平，其质地接近正常。
例如爱因斯坦就患有蓬发综合征